# Aerides macmorlandii
Aerides macmorlandii är en orkidéart som beskrevs av Benjamin Samuel Williams. Aerides macmorlandii ingår i släktet Aerides och familjen orkidéer. Inga underarter finns listade i Catalogue of Life.